# Drapeau du Tibet

Dernière version, à deux lions des neiges (selon une publication de 1923), de l'ancien drapeau militaire et officiel en usage au Tibet entre 1916 et 1959. Interdit depuis 1959 en république populaire de Chine, il est aujourd'hui celui du Gouvernement tibétain en exil.

Le drapeau du Tibet (tibétain : བོད་ཀྱི་རྒྱལ་དར, Wylie : bod kyi rgyal dar) ou drapeau tibétain, aussi appelé drapeau au lion des neiges  (tibétain : གངས་སེང་དར་ཆ, Wylie : gangs seng dar cha), fut l'emblème officiel du gouvernement du Tibet à partir de 1916. Créé par le 13e dalaï-lama et interdit par les autorités chinoises en 1959, c'est aujourd'hui le drapeau du gouvernement tibétain en exil, installé à Dharamsala en Inde.
Contrairement aux régions administratives spéciales (Macao et Hong Kong), mais à l'instar des autres régions autonomes, la région autonome du Tibet ne dispose pas d'un drapeau spécifique. Le drapeau officiel de la république populaire de Chine y est en usage.

## Le drapeau militaire ou officiel du Tibet (1913-1959)
Le « drapeau au(x) lion(s) des neiges » fut tout d'abord un drapeau militaire, en usage dans les régiments tibétains lorsque le pays connut une indépendance de facto entre 1913 et 1951, du fait de l'effacement de la Chine en proie à l'invasion et à la guerre civile. Il connut un usage officiel en 1947 lors d'une conférence panasiatique organisée par des représentants du mouvement pour l'indépendance de l'Inde et figura parmi les « drapeaux nationaux du monde » (voir infra) dans une revue royale britannique en 1923 puis dans la revue National Geographic en 1934.
Alors que chaque pays au monde hisse son drapeau national à l'endroit le plus en vue de sa capitale, le drapeau au lion des neiges ne flotta toutefois jamais sur le palais du Potala à Lhassa ni en d'autres endroits bien en vue[réf. à confirmer]. Ce n'est que le 30 mars, lors du soulèvement tibétain de 1959, que le drapeau chinois fut hissé pour la première fois sur le Potala. 

### Création du drapeau de l'infanterie tibétaine à la fin duXVIIIesiècle
Selon Melvyn C. Goldstein, à la fin du XVIIIe siècle, le gouvernement Qing, après avoir défendu le Tibet contre l'invasion népalaise, adopta une résolution en 29 points intitulée « Vingt-neuf règles pour mieux gouverner le Tibet ». Le 4e article de ce décret faisait le constat suivant : « L'absence de l'armée officielle dans la région du Tibet a eu pour conséquence l'instauration de conscriptions d'urgence en temps de crise, ce qui s'est avéré dommageable pour le peuple tibétain ». L'empereur donna son aval à la formation par le Tibet d'une troupe de trois mille hommes, lesquels devaient devenir ce qu'on appelle communément l'infanterie tibétaine. Partant du principe qu'un drapeau militaire est une nécessité pour l'entraînement quotidien d'une armée, le gouvernement central des Qing approuva l'adoption du « drapeau au lion des neiges » comme drapeau militaire du Tibet.

### Création du premier drapeau officiel du Tibet
Après l’invasion du Tibet par le seigneur de la guerre mandchou Zhao Erfeng en 1909, le 13e dalaï-lama (1876–1933) avait dû fuir en Inde. En 1911, la dynastie mandchoue des Qing fut renversée et les Tibétains expulsèrent du Tibet les forces mandchoues restantes. Selon le gouvernement tibétain en exil, le 13e dalaï-lama, de retour au Tibet, réaffirma l'Indépendance du Tibet le 14 février 1913 par une proclamation destinée à être affichée et conservée dans chaque district du Tibet. Selon Alfred P. Rubin, il affirma simplement que la relation prêtre-protecteur (mchod-yon) entre les dalaï-lamas et les empereurs chinois s'était éteinte du fait de la fin de l'empire.
Selon Dundul Namgyal Tsarong de nouveaux uniformes et drapeaux militaires conçus et approuvés par le dalaï-lama furent fabriqués à l'hiver 1916. Pour Jamyang Norbu la mise au point du drapeau national moderne tibétain remonte à l'année 1916.
Le premier drapeau militaire ou officiel se serait inspiré d'une part de motifs de drapeaux tibétains antérieurs et d'autre part de motifs de drapeaux japonais.

#### Influence tibétaine
Le premier drapeau militaire ou officiel s'inspira des motifs de drapeaux antérieurs utilisés par les régiments tibétains, en particulier la figure du lion des neiges, laquelle remonte au VIIe siècle, sous le règne du roi du Tibet Songtsen Gampo,,,.  Selon Sharpa Tulkou, à cette époque, le régiment de Yoeru Toe pavoisait un drapeau militaire avec deux lions des neiges se faisant face ainsi qu'une flamme blanche sur fond rouge.
Selon Gyeten Namgyal, un tailleur de Lhassa, les divisions de l'armée tibétaine possédaient chacune leur bannière, mais il n'existait pas de drapeau national. Le 13e dalaï-lama dessina un projet, annoté afin d'en expliquer le symbolisme lié aux lions des neiges, à l'épée de la sagesse et aux bannières de la victoire. Plusieurs prototypes furent réalisés, et l'un fut approuvée.

#### Influence japonaise

Étendard de l'Armée impériale japonaise

Selon Alexander Berzin, le motif du soleil levant entouré de rayons, propre aux drapeaux de la cavalerie et de l'infanterie japonaises de l'époque (motif qui par la suite fournit le dessin des drapeaux de la marine et de l'armée de terre japonaises pendant la Seconde Guerre mondiale) aurait inspiré la création du drapeau. L'incorporation de ce motif serait due à un prêtre bouddhiste japonais, Aoki Bunkyo, qui séjourna de 1912 à 1916 au Tibet où il représentait, ainsi que Tada Tokan, le comte Ōtani Kōzui. Aoki Bunkyo y traduisit des manuels militaires en tibétain et aurait participé à l'élaboration du drapeau,. Selon Scott Berry, les relations tibéto-japonaises prirent fin en 1914 après la disgrâce du comte Ōtani Kōzui,.

### Évolution de la représentation
Alexandra David-Néel décrit un drapeau tibétain « cramoisi et portant un lion brodé » flottant en 1921 à un poste-frontrière entre Kantzé et Batang, une région récemment conquise par les troupes de Lhassa.

Drapeau du Tibet (1920-1925)

Le vexillologue Roberto Breschi reproduit, sur le site Bandiere Passato e Presente (« Drapeaux d'hier et d'aujourd'hui »), un drapeau tibétain qui a été utilisé entre 1920 et 1925, le décrivant ainsi : 

« Drapeau national et d’État, adopté vers 1920, attesté au printemps de cette même année et décrit dans un document trouvé dans les archives du Ministère des Affaires étrangères français. Remplacé peu d’années après (le Flaggenbuch allemand de 1926 fait déjà figurer un nouveau dessin). Proportions 5/6. La représentation, plutôt naïve, montre un lion de montagne, symbole de la puissance du dalaï-lama, le regard tourné vers les seuls éléments supérieurs à lui, le soleil, la lune, les étoiles, par lesquels le dalaï-lama est illuminé. Les montagnes en arrière-plan représentent l’inviolabilité du territoire, et la sphère entourée de flammes à côté des pattes du lion montre la volonté du dalaï-lama de défendre le Tibet contre les ennemis. Il s’agit du premier emblème particulier du Tibet moderne ; il semble qu’entre 1912 et 1920 on ait hissé sporadiquement l’ancien drapeau impérial chinois,,. »

L'historien Laurent Deshayes indique, lui aussi, que le premier drapeau national derrière lequel les troupes vont défiler ne comporte qu'un lion, ainsi que l'atteste une photographie de 1920 conservée dans les archives diplomatiques françaises, et qu'il ne s'agit pas du drapeau utilisé actuellement par les Tibétains en exil.
Selon Roberto Breschi, le drapeau au lion des neiges (singulier) devint drapeau aux lions des neiges (pluriel) à partir du milieu des années 1930 : le lion unique céda la place à deux lions affrontés comme dans le drapeau actuel, les seules différences (légères) d'avec ce dernier ne concernant que le tracé et les proportions.

### Mention parmi les «drapeaux nationaux du monde»
En 1923, Drawings of the Flags in Use at the Present Time by Various Nations de His Majesty's Stationery Office est une des premières publications figurant le drapeau du Tibet tel que dans sa version actuelle,.
Le numéro de septembre 1934 de la revue National Geographic, consacré aux caractéristiques de drapeaux de nombreuses nations du monde, comportait le drapeau tibétain décrit ainsi : « Avec sa montagne de neige imposante, devant laquelle se tiennent deux lions des neiges combattant pour une gemme flambante, le drapeau du Tibet est un des plus distinctifs de l'Orient. Le titre de la section de l’article où le drapeau du Tibet apparaît est Drapeaux de nombreuses nations, et la page est notée Drapeaux nationaux du monde. Écrit par Gilbert Hovey Grosvenor et William J. Showalter, l’article montre une reproduction du drapeau du Tibet identique à sa version actuelle.
La même revue avait fait paraître, en 1917, un premier numéro consacré aux drapeaux du monde mais celui du Tibet n'y figurait pas. Pour Jamyang Norbu, qui puise dans une biographie de Dasang Damdul Tsarong la date de 1916 comme date de création du drapeau, celui-ci était trop récent et trop peu connu pour y figurer.

### Usages

#### Témoignage de Heinrich Harrer
Heinrich Harrer, alpiniste autrichien, membre d'une expédition allemande au Nanga Parbat en 1939, évadé avec Peter Aufschnaiter d'un camp de prisonniers de guerre de l'Inde britannique, traversa l'Himalaya et atteignit Lhassa en 1946. Il indique dans son livre, Lhassa : le Tibet disparu, publié en 1997, que deux drapeaux précédaient le convoi du dalaï-lama dans sa fuite de novembre 1950 : « son drapeau personnel et le drapeau national tibétain. Ce dernier arborait deux lions des neiges sur une montagne blanche ». Dans Seven Years in Tibet, publié en 1953, on apprend qu'à cette occasion « Le dalaï-lama était accompagné d'une escorte de quarante nobles et d'une garde de quelque deux cents soldats triés sur le volet, dotés de mitrailleuses et d'obusiers. (..) Les drapeaux étaient le signe de la présence du monarque ». Une photographie présentant ces deux drapeaux, portés par des cavaliers en armes, est visible sur le site Internet « Flags of the World ». Une autre photographie des deux drapeaux est reproduite dans le livre de Martin Brauen, Les dalaï-lamas : les 14 réincarnations du bodhisattva Avalokitesvara.
Quelques mois plus tôt, au printemps 1950, le même Harrer rapportait que le gouvernement tibétain, devant les menaces d'intervention de Pékin, s'était mis à lever de nouvelles troupes et à organiser exercices et parades militaires, « le dalaï-lama en personne bénissant les nouvelles couleurs de l'armée ».
Par ailleurs, Heinrich Harrer évoque dans son livre Sept ans d'aventures au Tibet les pièces de monnaie tibétaines. Il indique que ces pièces portent les emblèmes du Tibet : lion des neiges et montagne, « reproduits aussi sur le drapeau national à côté du soleil levant ». Dans l'édition anglaise du même livre (Seven Years in Tibet), parue en 1953, il est question non pas de drapeau national mais de timbres postaux : « Gold, silver, and copper coins are also used. They are stamped with the emblems of Tibet - mountains and lions, which also appear on postage stamps, beside the rising sun » (p. 112).

#### Témoignage de Phuntsok Wangyal
De son côté, le fondateur du Parti communiste tibétain, Phuntsok Wangyal (cité par Melvyn Goldstein), rapporte qu'en 1952, l'un des deux premiers ministres en exercice de l'époque, Lukhangwa, avait affirmé que le drapeau « n'était pas du tout un drapeau national, mais plutôt le drapeau des militaires tibétains ». Il en voulait « pour preuve » le fait « que ce drapeau n'avait jamais flotté sur un quelconque bâtiment public tibétain ». Et Phuntsok Wangyal d'ajouter : « Sur le plan technique, il avait raison »,.
Phuntsok Wangyal rapporte également que lorsqu'il quitta le Tibet en 1958 pour se rendre en Chine, le drapeau national de la Chine était porté en même temps que le drapeau militaire par l'armée tibétaine.
Il affirme aussi que lors d’une conversation en 1955 avec le 14e dalaï-lama, Mao Zedong avait approuvé l'usage du drapeau comme drapeau national tibétain, à la condition qu'il soit utilisé conjointement avec le drapeau national chinois. Il n'y a cependant aucune reconnaissance officielle de cela dans les documents chinois. Cette conversation fut retranscrite par Phuntsok Wangyal, désireux d'en laisser un témoignage, alors qu'il était emprisonné. Elle est confirmée par Phuntsok Tashi Takla dans les années 1980 et le 14e dalaï-lama en 2008. On y apprend également qu'à la question de Mao Zedong « J'apprends que vous avez un drapeau national, est-ce vrai ? », le dalaï-lama se serait contenté de répondre : « Nous avons un drapeau de l'armée ». Mao Zedong aurait répliqué en ces termes « Ce n'est pas un problème. Vous pouvez garder votre drapeau national ». Il aurait cependant demandé au dalaï-lama si celui-ci était d'accord pour que le drapeau national de la république populaire de Chine soit hissé en plus du drapeau tibétain. Son jeune interlocuteur aurait hoché la tête et dit oui.

#### Usage comme drapeau militaire

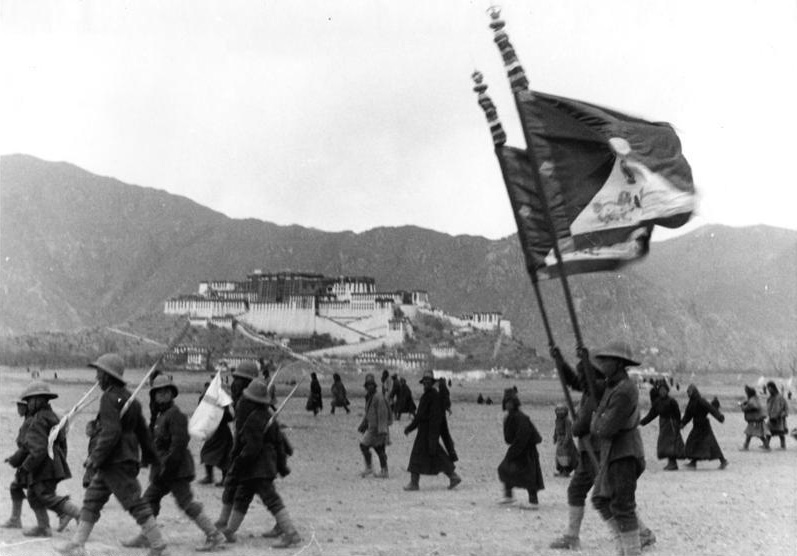
Parade militaire devant le Potala à Lhassa (Ernst Schäfer, 1939)

Un film tourné au Tibet entre juin et septembre 1933 par l'agent britannique Frederick Williamson (en) montre des soldats tibétains présentant les armes et défilant dans la cour d'une caserne sous le drapeau aux lions des neiges, reconnaissable à son soleil et ses rais rouges et bleus. Les uniformes de la troupe et des officiers sont de type britannique.
En 1939, Ernst Schäfer, dirigeant l'expédition allemande au Tibet photographie des soldats tibétains, précédés de deux drapeaux figurant deux lions des neiges affrontés, à Lhassa, lors du défilé du Nouvel An devant le Potala.
Le 1er octobre 1951, alors que la fête nationale chinoise fut célébrée pour la première fois au Tibet, l'armée tibétaine pavoisa les drapeaux chinois et tibétain.
En 1951, le drapeau tibétain flottait sur les casernes de l'armée tibétaine, et le premier ministre Lukhangwa, selon le site du groupe Tchousi Gangdroug, avait refusé que le drapeau chinois soit hissé à sa place.
Entre 1951 et 1959, certains régiments tibétains incorporés dans l'Armée populaire de libération continuèrent à l'employer lors d'exercices et de cérémonies, non sans provoquer des polémiques. Certains membres de l'Armée populaire de libération n'y voyaient pas d'inconvénient, estimant qu'il s'agissait d'un emblème purement militaire ; d'autres étaient d'avis que le Tibet, n'étant pas un pays indépendant, ne pouvait ni ne devait avoir de drapeau qui lui soit propre. Beaucoup dans le Parti communiste chinois pensaient que l'usage du drapeau indiquait le séparatisme, mais le gouvernement tibétain de l’époque insistait sur son emploi comme drapeau d'une armée — l'armée tibétaine a continué à exister parallèlement à l'infanterie de l'Armée populaire de libération — et non comme drapeau national. Selon le dalaï-lama, les Tibétains aimaient mettre côte à côte les drapeaux tibétains et chinois, au Tibet, pour montrer « leur soutien à ce grand pays ».
Une photo de l'armée tibétaine accompagnée du drapeau aux lions des neiges à Lhassa en 1952 figure dans le livre de Melvyn C. Goldstein, A Tibetan revolutionary: the political life and times of Bapa Phuntso Wangye, à la page 175.
Après le conflit avec la Chine en 1962, la Special Frontier Force composée de militaires tibétains est créée en Inde. En septembre 2020, un soldat tibétain, Nyima Tenzin, est accidentellement tué lors d’une patrouille à la frontière entre la Chine et l’Inde. Lors des honneurs militaires, les troupes présentaient les drapeaux du Tibet et de l’Inde.

#### Usage comme drapeau officiel à la Conférence des relations asiatiques en Inde

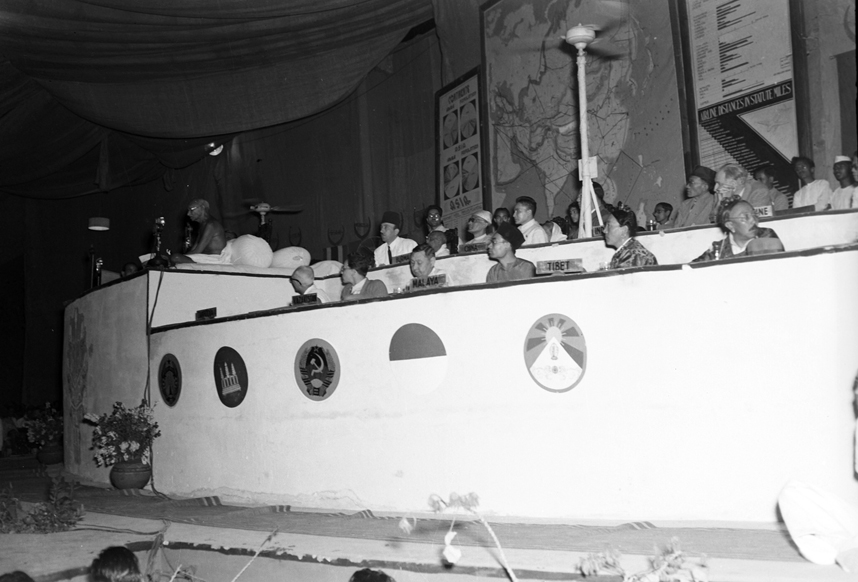
Deux délégués du Tibet à la Conférence des relations asiatiques lors du discours de Gandhi ; un emblème circulaire figurant le drapeau du Tibet est apposé sur le podium, devant eux, à côté des emblèmes des autres pays

Le drapeau fut utilisé pour la première fois à une réunion internationale en mars et avril 1947 à New Delhi en Inde, la conférence panasiatique organisée par des représentants du mouvement pour l'indépendance de l'Inde. Y participèrent Teiji Tsewang Rigzing Sampho et Khenchung Lobsang Wangyal, deux délégués du Tibet. Kyibug Wangdue Norbu, interprète permanent du Bureau des Affaires étrangères du Tibet et du Bureau du Kashag, fut le troisième délégué du Bureau qui représenta le Tibet à cette conférence,.
Comme les délégués n'avaient pas de drapeau, l'attaché commercial de l'ambassade britannique Hugh Richardson en manda un auprès du Kashag, lequel envoya un drapeau militaire comportant la représentation du lion des neiges (situation qui a amené les historiens chinois Wang Jiawei et Nyima Gyancain à se demander comment un drapeau de l'armée pouvait bien servir de drapeau national à la suggestion d'un étranger ?). Selon l'écrivain et journaliste Claude Arpi, directeur du pavillon tibétain d'Auroville, le drapeau du Tibet leur fut remis par un messager du Kashag à la vallée de Chumbi et ils le hissèrent durant la conférence comme demandé.
La conférence plénière se tint à Purana Qila, 32 délégations étaient présentes, chacune sur une estrade, avec une plaque portant le nom de son pays, et un drapeau national,. La délégation du Tibet avait son drapeau, ainsi qu'une carte de l'Asie où le Tibet était figuré comme pays séparé. Pour Claude Arpi, cette conférence démontre qu'en 1947 les dirigeants indiens du gouvernement intérimaire de l'Inde reconnaissaient le Tibet comme indépendant. Pour l'historien américain Tom Grunfeld, comme cette conférence non officielle n'était pas parrainée par le gouvernement, la présence du drapeau et de la carte n'avait aucune importance diplomatique ».
Selon les sources officielles chinoises, la tentative des Britanniques de faire figurer le Tibet comme pays indépendant sur la carte de la Asie dans la salle de conférence et parmi les drapeaux des différents pays entraîna une protestation solennelle de la part de la délégation chinoise, ce qui obligea les organisateurs à rectifier le tir,. Tom Grunfeld affirme que les cartes furent modifiées et le drapeau abaissé après les protestations de l'ambassadeur de Chine à la Nouvelle Delhi mais que les délégués restèrent jusqu'à la fin. Selon Claude Arpi, le drapeau n'aurait pas été enlevé malgré les protestations de la délégation chinoise. Les organisateurs de la conférence firent une déclaration indiquant que les délégués tibétains avaient été invités par Jawaharlal Nehru en son nom personnel,.
Dans sa biographie du dalaï-lama, publiée en 2003, Patricia Cronin Marcello affirme que si les organisateurs ne retirèrent pas le drapeau de la table de la délégation tibétaine, par contre ils enlevèrent la carte, ce qui non seulement témoignait de l'influence accrue de la Chine mais augurait peut-être de la position future de l'Inde sur le Tibet.

## La représentation du Tibet dans le drapeau chinois
Dans son livre blanc intitulé Tibet – Its Ownership and Human Rights Situation publié en 1992, le Conseil d’État de la république populaire de Chine rappelle que la constitution de 1912 disposait que le Tibet faisait partie intégrante de la république de Chine. Le livre blanc souligne également que les Tibétains envoyèrent des représentants à l'Assemblée nationale de la république de Chine de 1931 qui réaffirma l'appartenance du Tibet à la république de Chine. De même, des représentants tibétains siégèrent à l'Assemblée nationale de 1946, convoquée par le gouvernement national de Nankin.

### Le drapeau de la république de Chine (1912-1928)

Drapeau de la république de Chine (1912-1928) représentant « Les Cinq peuples rassemblés », Hans, Mandchous, Mongols, Ouïgours et Tibétains.

Après le renversement de la dynastie mandchoue des Qing par la révolution chinoise de 1911, Sun Yat-sen annonça, dans son discours inaugural comme premier président de la république de Chine en 1912, « l'unification des peuples han, mandchou, mongol, hui et tibétain ». Selon Thomas Laird, promouvoir un état multiethnique fut le moyen choisi par Pékin pour affirmer son héritage de l'empire. En 1912, sous la présidence de Yuan Shikai, un édit déclara que le Tibet, la Mongolie et le Xinjiang étaient sur le même pied que les provinces de la Chine proprement dite et faisaient partie intégrante de la république de Chine. Des sièges furent réservés aux Tibétains à l'Assemblée nationale et le premier drapeau de la république de Chine, dit drapeau des « Cinq ethnies dans une même union », fut créé, symbolisant cette unification.
En 1924, dans le manifeste du premier Congrès de la république de Chine, Sun Yat-sen reconnaît le droit à l’autodétermination des nationalités de Chine. Selon Baogang He, plus tard, Sun Yat-sen et le Guomindang abandonnèrent cette politique, en faveur d'un système fédéraliste, politique abandonnée également en raison de la montée des militaristes régionaux (Geju).
Le drapeau fut employé principalement à Shanghai et dans les régions orientales de la Chine du Nord jusqu'en 1928. L'ethnie tibétaine y était symbolisée par la bande de couleur noire,. Les autres bandes représentaient les autres ethnies, à savoir les Hans (rouge), les Mandchous (jaune), les Mongols (bleu), les Ouïghours (blanc).

### Le drapeau de la République populaire de Chine (depuis 1949)

Drapeau de la république populaire de Chine, drapeau officiel de la Région autonome du Tibet

Faisant partie intégrante de la république populaire de Chine, la région autonome du Tibet (Xīzàng) a pour drapeau le drapeau officiel de la RPC — le drapeau rouge aux cinq étoiles.
À l'exception des régions administratives spéciales de Macao et de Hong Kong qui ont chacune adopté un drapeau officiel, les provinces et les régions autonomes n'ont pas de drapeau spécifique et sont soumises à l'interdiction de s'en choisir.
Selon diverses interprétations, les cinq étoiles du drapeau chinois ou certaines d'entre elles représenteraient les différents groupes ethniques peuplant la Chine, dont les Tibétains,, ce qui est généralement considéré comme un amalgame erroné avec le drapeau à cinq couleurs, utilisé entre 1912 et 1928 par le gouvernement de Beiyang de la république de Chine,. Selon l'interprétation actuelle du drapeau par le gouvernement, la plus grande étoile représente le Parti communiste chinois et les étoiles qui l'entourent symbolisent les quatre classes sociales du peuple chinois mentionnées par Mao Zedong dans De la dictature démocratique populaire.

## Composition et symbolisme du drapeau tibétain

### Le symbolisme du drapeau tibétain selon les Tibétains en exil

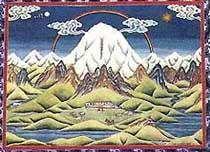
Le mont Kailash. Thangka tibétain (Bön).

Selon le site officiel du gouvernement tibétain en exil et le site International Campaign for Tibet, la symbolique du drapeau tibétain est composée comme expliqué ci-dessous dans un ouvrage scolaire publié en 1989 par les éditions Tibetan Cultural Printing Press à Dharamsala et traduit du tibétain en français :
- « En position centrale se trouve une somptueuse montagne recouverte par les neiges, symbole de la grande nation du Tibet universellement connue comme étant le Pays aux Monts enneigés ». La montagne enneigée sur le drapeau du Tibet correspond au nom d'un ancien roi du Tibet, Namri, qui signifie « montagne du ciel »[78].
- « Dans le ciel, les 6 raies rouges sont le symbole des “Six Tribus” qui sont traditionnellement considérées comme étant à l'origine du pays : les Se, Mu, Dong, Tong, Dru, et Ra. Les 6 raies bleu foncé sont le symbole du ciel. La combinaison de ces 12 raies, les 6 rouges pour les ancêtres et les 6 bleu foncé pour le ciel, symbolise l'incessante activité déployée par les protecteurs noirs et rouges agissant au Tibet afin d'y préserver l'harmonie, tant spirituelle que séculière[79] »
- « Au sommet de la montagne enneigée, il y a un soleil dont le rayonnement s'étend dans toutes les directions. Il est le symbole de la prospérité ainsi que de la liberté sociale et spirituelle équitablement partagées par tous les habitants du Tibet »
- « Sur les versants de la montagne se tiennent fièrement deux lions des neiges dont la crinière flamboyante est la marque qu'ils ignorent la peur. Ils sont le symbole de la réussite et de l'accomplissement du pays et de ses habitants, tant sur un plan social que sur un plan spirituel »
- « Les trois joyaux qu'ils maintiennent élevés devant eux sont le symbole de l'éternel respect et indestructible confiance que le peuple tibétain conserve à l'égard de ceux qui, dans le Bouddhisme, sont les Trois Refuges sublimes : le Bouddha, le Dharma et le Sangha »
- « Entre les deux lions, il y a un joyau coloré composé de deux parties inextricablement enchâssées l'une dans l'autre. C'est le symbole de l'attention que porte le peuple tibétain tant à l'éthique telle qu'elle est enseignée dans le bouddhisme par l'abandon des 10 actes non-vertueux, qu'à la morale sociale grâce au respect des 16 règles civiques édictées à l'époque de l'empereur Song Tsèn Gam Po »
- « Enfin, la bordure jaune au pourtour du drapeau symbolise la diffusion, en toutes directions et à toutes les époques, de la parole du Bouddha dont l'éclat est en tous points semblable à celui de l'or le plus pur ! »
- « Le côté dépourvu de bordure jaune représente l'ouverture du Tibet à la pensée non bouddhiste[80] »

### Les divinités protectrices
Selon Rosemary Jones Tung, citée par Amy Heller, les douze raies rouges et bleues représentent les douze tribus nomades dont sont censés descendre les Tibétains. Elles représentent aussi le dieu rouge Chamsing et le dieu bleu Maksorma (R. Tung tient ces informations de l'ancien ministre Shakabpa).

### Le joyau tourbillonnant bicolore
Sur le site Lotus au cœur du symbolisme, le joyau tourbillonnant bicolore est représenté par deux spirales, bleue et jaune, enroulées l’une sur l'autre, évoquant un double mouvement. Il représente un mouvement descendant (bleu) du pôle céleste à la manifestation terrestre (ou de l'esprit au corps), et un mouvement ascendant (jaune) d'un pôle terrestre, du monde de manifestation, au non-manifesté (ou du corps à l'esprit). Le site reproduit le joyau tourbillonnant tel qu'on le trouve sur le drapeau tibétain de 1920 et 1925 et certains anciens drapeaux tibétains.

### Le symbole taoïste du yin yang
Certains auteurs voient, à la place du « joyau tourbillonnant bicolore » entre les deux lions des neiges, le symbole du yin et yang du taoïsme (ou tai chi). L'écrivain américain Bernie Quigley décrit ce symbole dans son blogue.
Les premières représentations connues du yin et du yang (parmi celles qui nous sont parvenues) remontent en Chine au XIe siècle, même s'il est question des deux principes associés dès les Ve – IVe siècles av. J.-C. Ce symbole serait cependant représenté dans la Notitia dignitatum aux IVe - Ve siècles, soit 700 ans avant les données iconographiques provenant de la Chine.

### Le lion des neiges

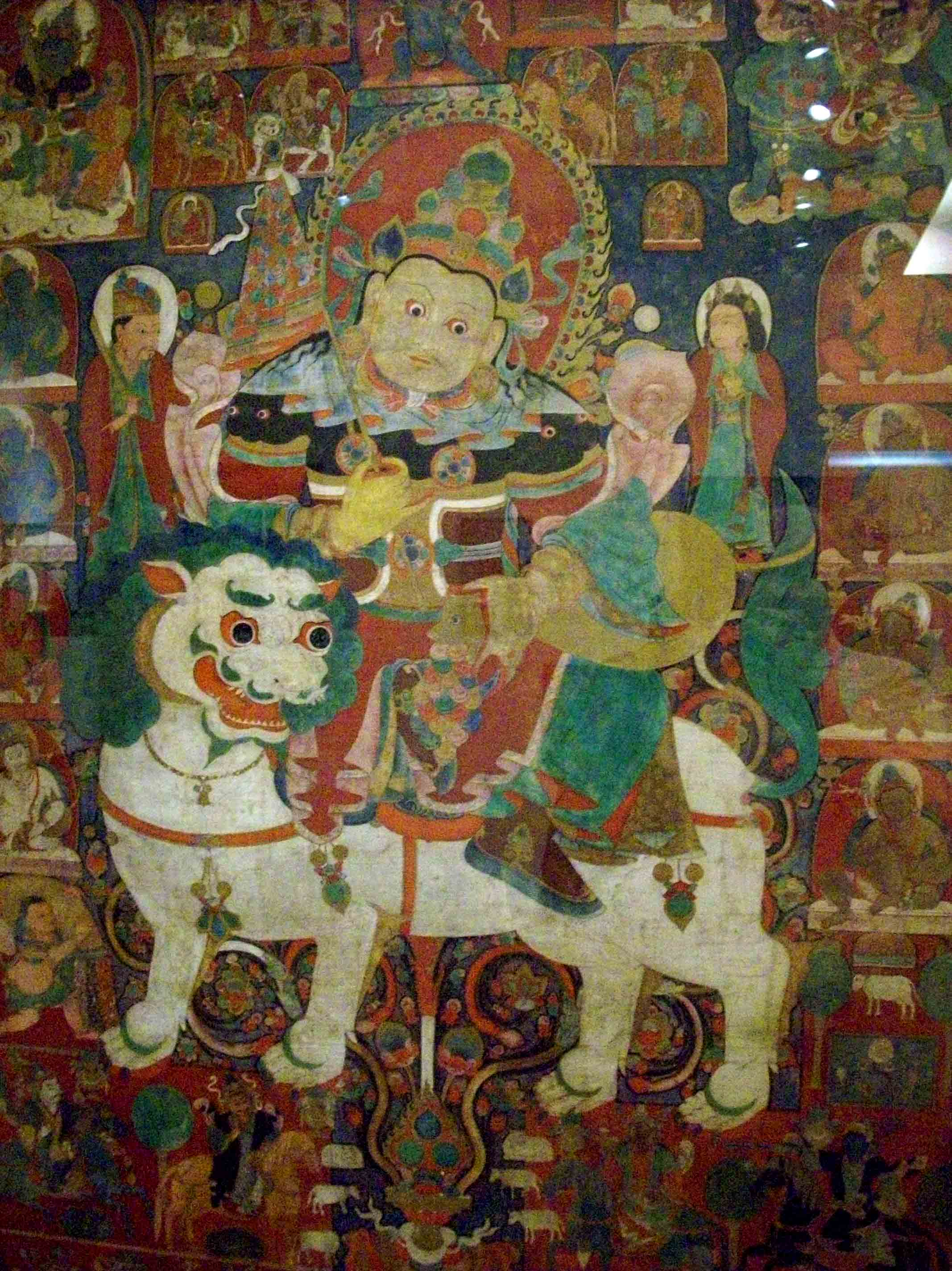
Thangka représentant Vaiśravana chevauchant un lion des neiges, 2e moitié du XIVe siècle, musée Guimet

Le lion des neiges blanc est représenté sur le drapeau tibétain, symbolisant la nation du Tibet.
Le lion des neiges (tibétain : gang seng) est un animal fabuleux du bestiaire tibétain. Le corps de l'animal est blanc tandis que sa crinière, sa queue et ses boucles sur les pattes sont bleues ou vertes. Normalement, le lion des neiges est asexué, mais lorsqu'il est représenté avec un autre lion qui lui est symétriquement opposé, celui à gauche est mâle, celui à droite femelle. Deux grands lions des neiges en pierre gardent l'entrée du palais du Potala. L'intellectuel tibétain Gendün Chöphel (1903 - 1951) voyait dans le lion des neiges probablement une version tibétaine du lion chinois, lui-même inspiré de la Perse ou de l'Inde.
Il n’y avait en effet pas de lions en Chine et leur représentation dans la religion et l’art vient d’Asie centrale. Florence Ayscough (1878-1942) décrit les lions de pierre de Chine comme des lions lamaïques ou chiens de Fo. Selon le livre Chiens de la Chine et du Japon dans l'art et la religion de V. W. F. Collier, les attributs des lions proviennent d’incidents de la vie de Bouddha.
Des relations directes entre le Tibet, la Perse et l'Inde ont cependant existé. Ainsi, le roi du Tibet Trisong Detsen (704 - 797) développa des échanges commerciaux avec ces deux pays.
Milarépa (1040 - 1123) célébra le lion des neiges dans ses chants, et l'animal mythologique est mentionné dans des textes prébouddhiques tibétains.
Le lion des neiges est figuré sur des thangkas aussi anciennes que celle représentant Vaiśravana datée de la seconde moitié du XIVe siècle, se trouvant au musée Guimet.
Dans sa description de la voie de Shambhala, Chögyam Trungpa (1939 - 1987) décrit le lion des neiges comme le symbole de la vivacité, l'une des quatre dignités.
Selon Robert Beér, le lion des neiges est le symbole national du Tibet et, entre 1912 et 1950, le gouvernement tibétain l'a représenté non seulement sur le drapeau, mais aussi sur l'emblème du Tibet, les billets de banque tibétains, les pièces de monnaie tibétaines et les timbres tibétains, ainsi que sur le sceau du dalaï-lama,.

### «Le répertoire royaliste de la prêtrise lamaïste»
Pour Victor et Victoria Trimondi, une grande partie du symbolisme du drapeau national tibétain (à l'exception des deux lions des neiges et du symbole du yin yang) renvoie à l'ancien régime : « Tous les autres attributs (les couleurs, les joyaux flamboyants, les douze rayons, etc.) sont issus de répertoire royaliste de la prêtrise lamaïste ».

## Perception du drapeau tibétain

### Symbole d'une revendication séparatiste ou d'une liberté d'expression?

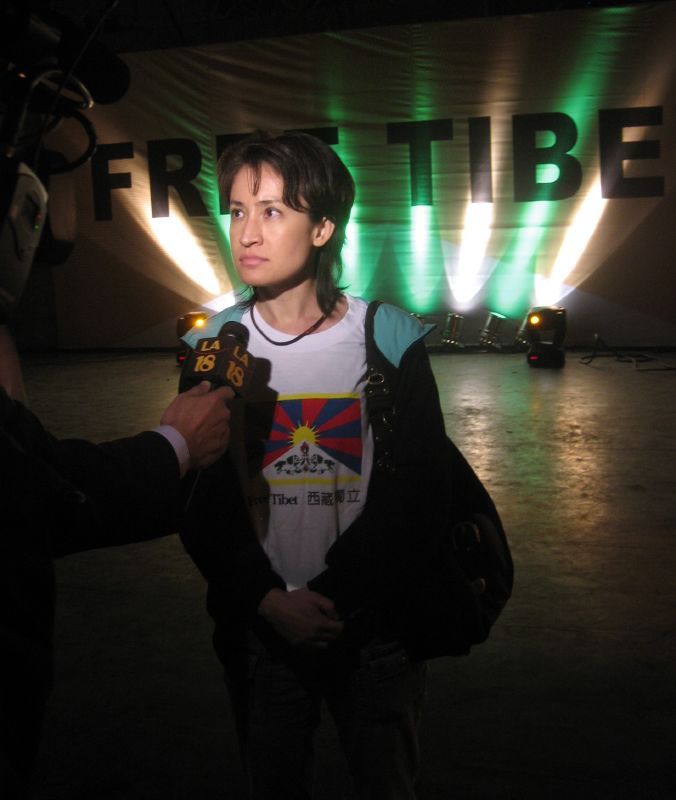
Hsiao Bi-khim, députée taïwanaise, au moment des troubles au Tibet en mars 2008, lors d'une manifestation lumineuse en soutien à la cause tibétaine à Taipei

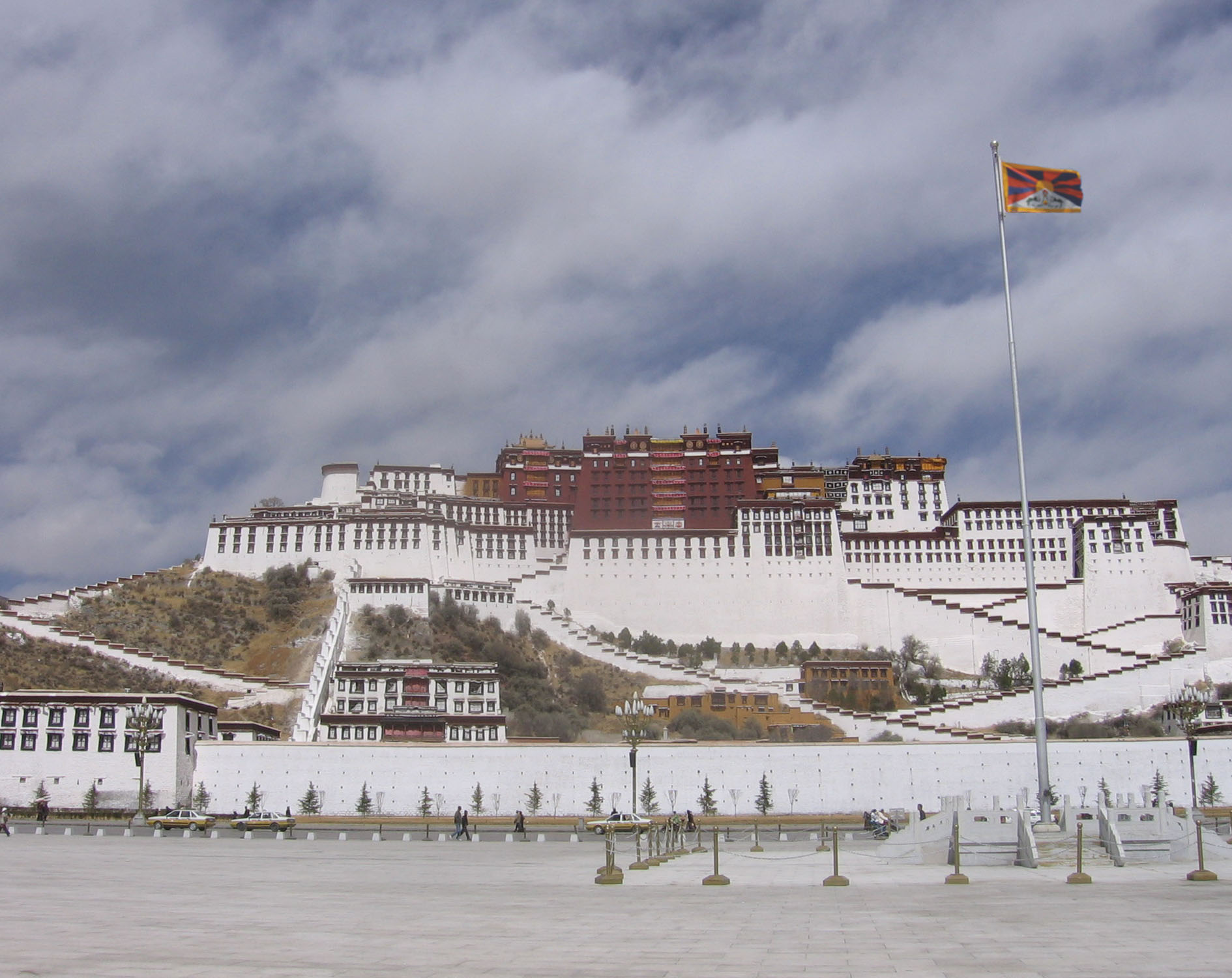
Drapeau du Tibet devant le Potala (photo truquée)

Depuis 1959, le drapeau tibétain est interdit en république populaire de Chine, laquelle le considère comme le symbole d'une revendication séparatiste ou indépendantiste,.
À Hong Kong, qui possède son propre système judiciaire, différent de celui de la république populaire de Chine, les autorités locales ont considéré l'usage public du drapeau tibétain comme une liberté d'expression,.
De même, le drapeau tibétain n'est pas interdit à Taïwan.

### Symbole de l'«identité nationale tibétaine»

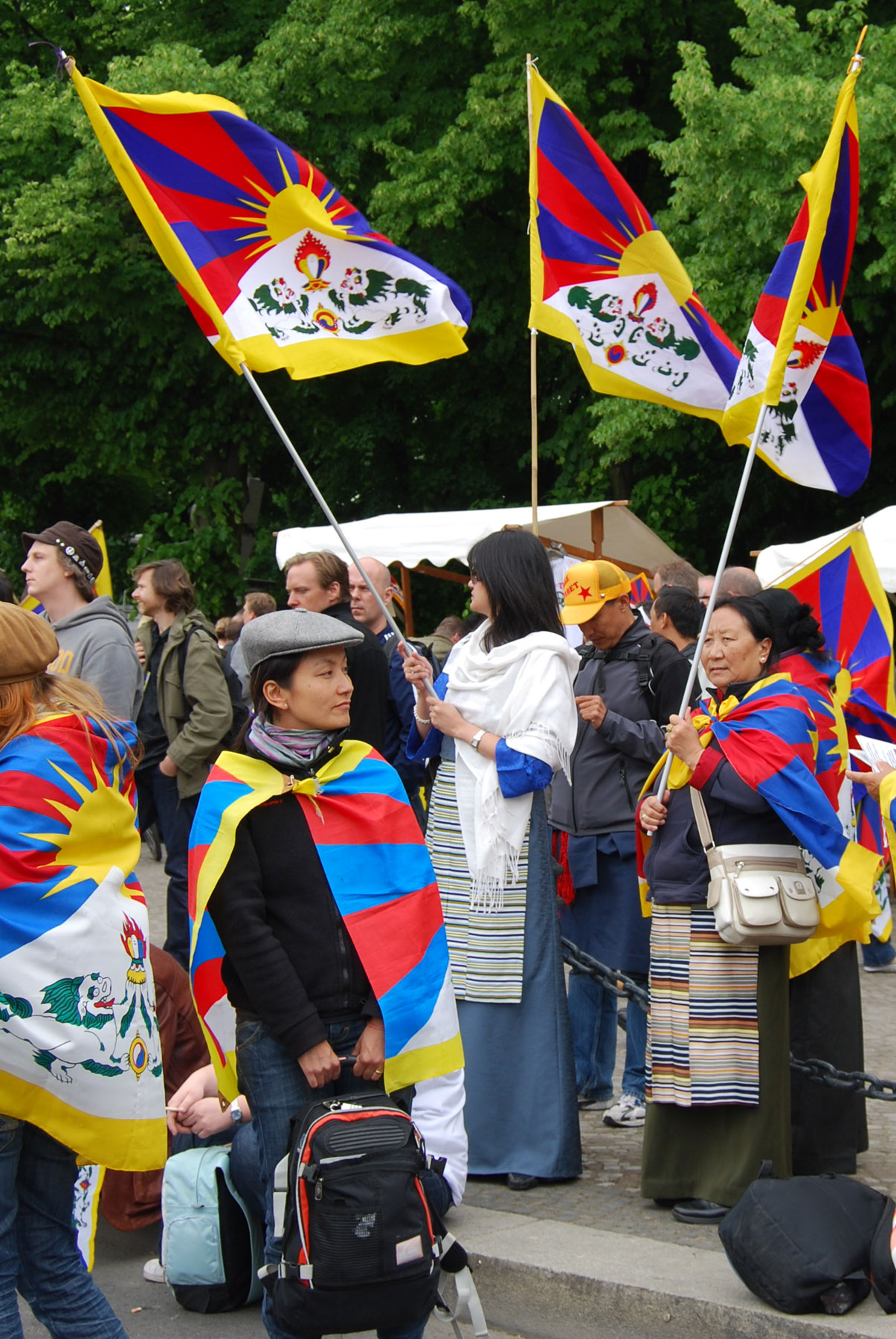
Drapeaux tibétains brandis à l'occasion d'un discours du dalaï-lama en 2008 à Berlin

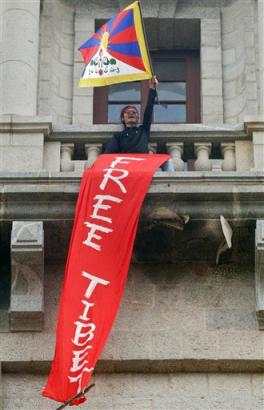
Tenzin Tsundue manifestant devant la chambre d'hôtel du premier ministre chinois Wen Jiabao à Bangalore en 2005.

En 1960, la Commission internationale des juristes estime que « de 1913 à 1950, le Tibet a démontré son existence en tant qu'État, tel que le conçoit le droit international » (« Tibet demonstrated from 1913 to 1950 the conditions of statehood as generally accepted under international law »,,.
Pourtant, selon le professeur Dawa Norbu, les Tibétains n'ont pas été un peuple unifié dans leur histoire et le concept d'un État souverain au sens moderne n'a jamais existé dans leur esprit avant que la Chine n'envahisse le Tibet dans les années 1950.
Depuis le soulèvement tibétain de 1959 et la fuite du 14e dalaï-lama en Inde, le drapeau est utilisé par le Gouvernement tibétain en exil et les associations luttant pour l'autonomie ou l'indépendance du Tibet, qui le présentent comme le « symbole de l'identité nationale tibétaine ». Il est déployé lors des manifestations comme celle commémorant le soulèvement de 1959, tous les 10 mars ou est arboré au front de plus de 1500 mairies européennes. Dans de nombreux monastères du bouddhisme tibétain construits en exil, le drapeau du Tibet est souvent visible. Il y est présenté comme le symbole de l’identité et la culture tibétaines.
Selon Warren W. Smith Jr, historien du droit et animateur au service tibétain de Radio Free Asia, la politique de la Chine a pour objectif de faire disparaître le concept d’une identité nationale tibétaine par l’assimilation culturelle. Symbole de cette identité, le drapeau du Tibet a été brandi par des Tibétains au cours de manifestations depuis plusieurs dizaines d’années dans différentes régions à population tibétaine, aussi bien dans la région autonome du Tibet que dans le Kham et l’Amdo, en dépit des lourdes peines de prison qu'ils subissent.
Lors des troubles au Tibet en 2008, les manifestants tibétains ont brandi le drapeau du Tibet. Fin mars 2009, Tashi Sangpo, un moine du monastère de Ragya, où le drapeau tibétain avait été hissé sur le toit de la salle principale de prière, fut arrêté par la police avec d'autres moines. Il aurait été en possession d'un drapeau et de tracts politiques. Il a échappé à ses gardes et s'est noyé dans le Fleuve Jaune.
En 2008, un éditeur tibétain âgé de 80 ans, Paljor Norbu, a été accusé d'avoir imprimé des « documents interdits » par le gouvernement, dont le drapeau du Tibet. Il a été condamné à 7 ans de prison.
Le 16 mars 2012, dans le Xian de Tongde, près d'un millier de Tibétains ont manifesté afin de demander la libération de moines arrêtés pour avoir hissé un drapeau tibétain.
Lors du Counter-Strike: Global Offensive Major Championships à Paris le 21 mai, deux jeunes tibétains sont harcelés et malmenés pour avoir arboré le drapeau tibétain par huit jeunes chinois et leurs appels au personnel de sécurité restèrent sans réponse.